# Winbond

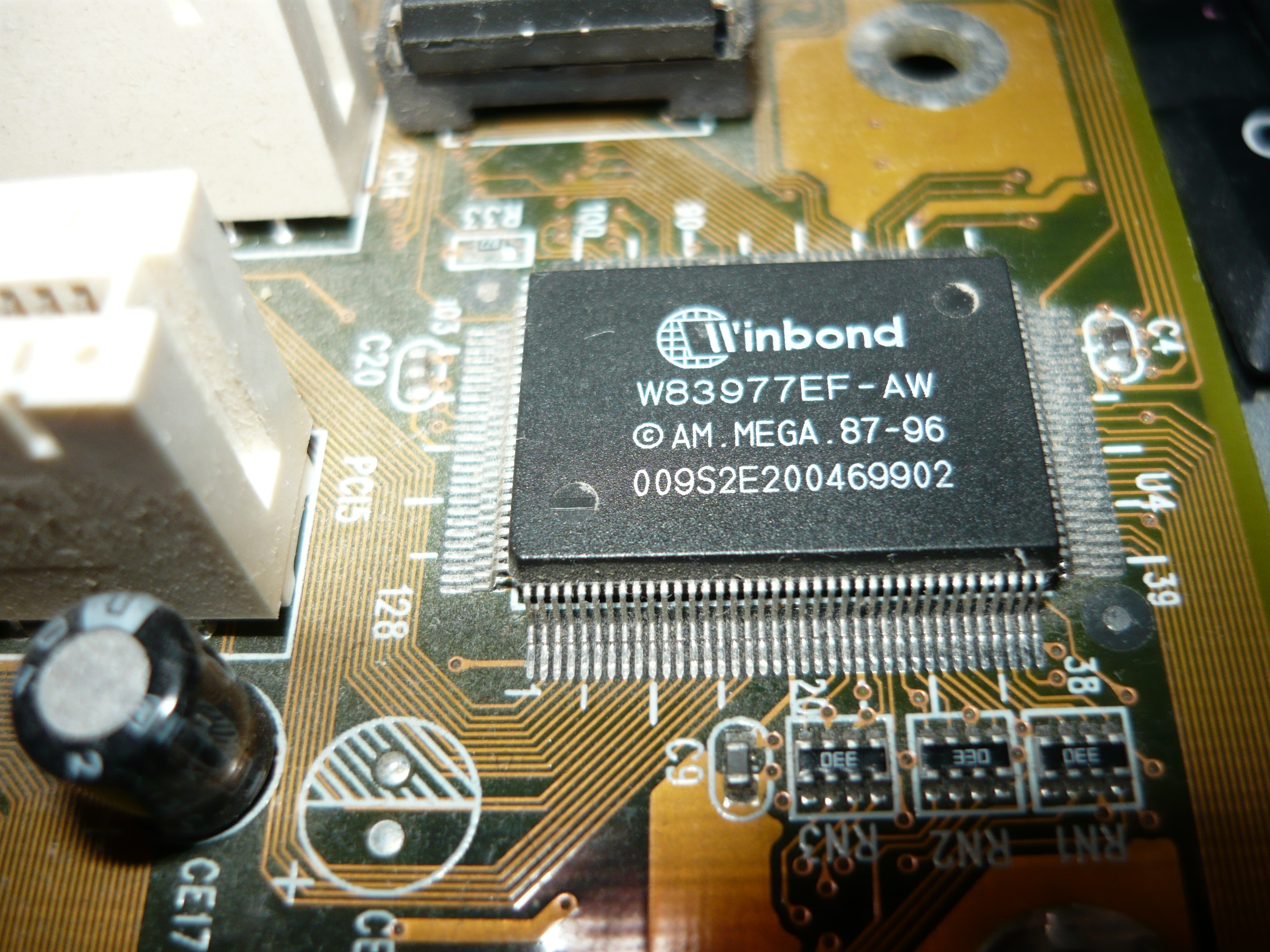
Настольный ПК Super I/O, основанный на чипе Winbond

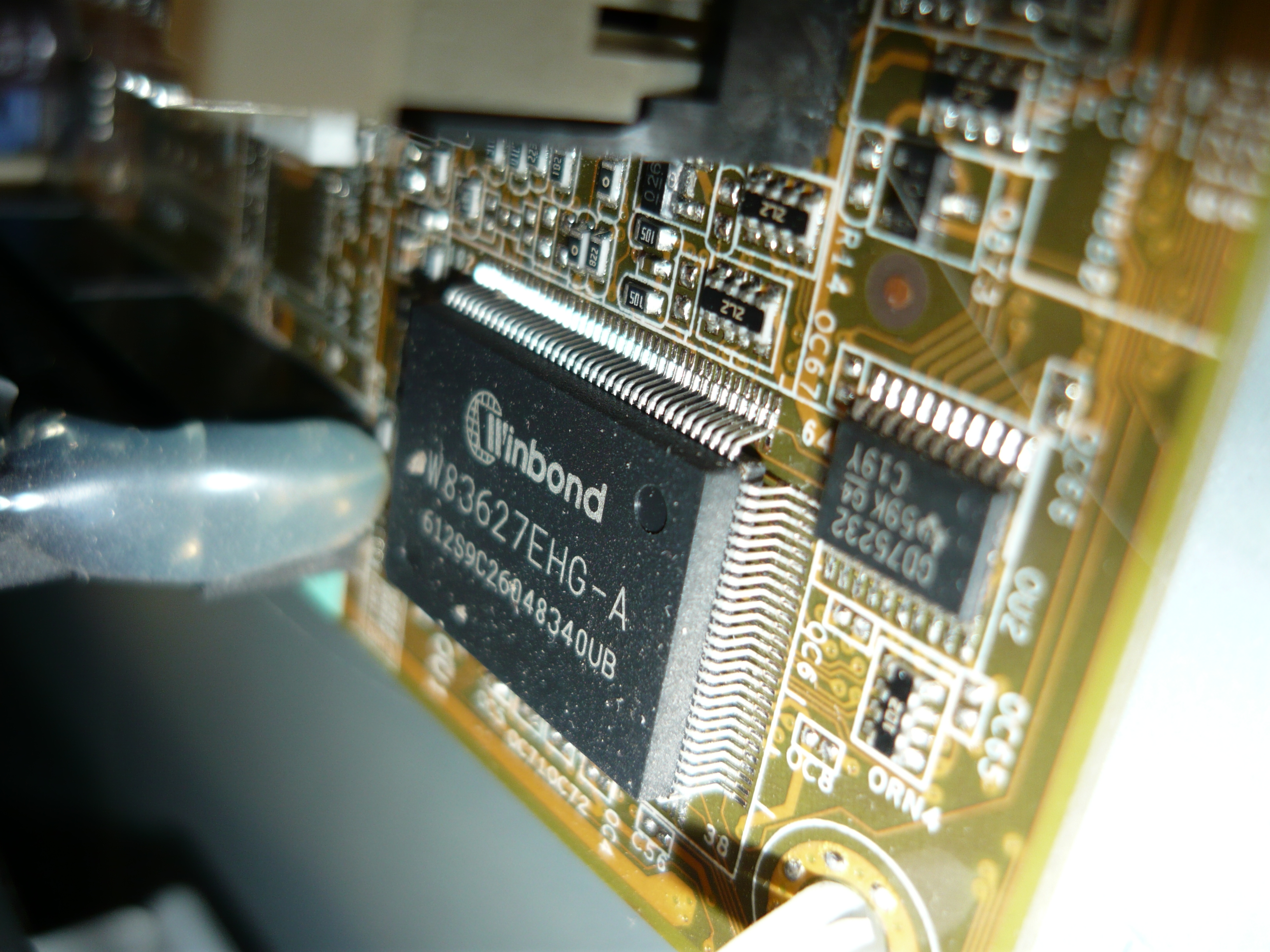
Контроллер Winbond

Winbond Electronics Corporation (кит. 華邦電子公司; пиньинь Huábāng Diànzǐ Gōngsī) — тайваньская корпорация, основанная в 1987 году. Выпускает полупроводники и несколько типов интегральных схем, включая DRAM, SRAM, последовательную флеш-память, микроконтроллеры и Super I/O.
Winbond является крупнейшим поставщиком фирменных микросхем на Тайване и одним из крупнейших поставщиков полупроводников во всём мире.

## История
Компания Winbond была основана в 1987 году в научном парке Синьчжу на Тайване. Его основатель пришёл из Научно-исследовательского института промышленных технологий. С 1987 по 1988 год компания J.J Pan and Partners спроектировала и построила завод, известный как IC Wafer Fab I Plant. Сообщалось, что это предприятие будет производить 6-дюймовые полупроводниковые пластины. Завод был спроектирован и построен за 14 месяцев. В 1989—1992 годах J.J Pan and Partners построила второй завод для Winbond под названием IC Wafer Fab II Plant.
В 1992 году компания Winbond присоединилась к Precision RISC Organization и лицензировала архитектуру HP PA-RISC для разработки и производства микросхем для X-терминалов.
В октябре 1995 года компания Winbond приобрела дочернего производителя чипсетов Symphony Laboratories из Сан-Хосе (Калифорния).
В 1999 году компания Winbond пострадала от отключения электроэнергии, вызванного землетрясением 9/21, что вынудило компанию приостановить производство. К 2002 году в Winbond работало 4000 человек. В 2004 году было заявлено, что Winbond имеет «культуру непрерывного обучения», имея 1200 учебных программ для своих сотрудников. В августе 2004 года немецкая компания Infineon объявила о сделке с Winbond по строительству завода по производству DRAM.
1 июля 2008 года подразделения Winbond по производству компьютерных ИС, бытовой электроники и литейных изделий были выделены в Nuvoton Technology Corporation.
В 2010 году компания Winbond начала производить DDR2 SDRAM с использованием технологии, лицензированной у Qimonda.
В 2019 году компания Karamba Security заключила партнёрское соглашение с Winbond для создания безопасных встраиваемых флэш-продуктов. В 2023 году корпорация Winbond присоединилась к консорциуму Universal Chiplet Interconnect Express.